# Wilhelm von Levetzau

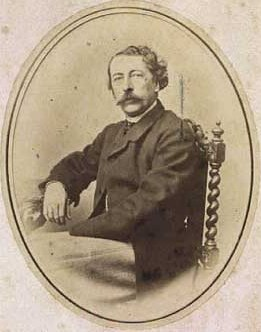
Wilhelm von Levetzau

Wilhelm Friedrich Ludwig Theodor von Levetzau (* 8. April 1820 in Flensburg, Schleswig-Holstein; † 22. Mai 1888 in Lübeck) war ein deutscher Verwaltungsjurist in dänischen und preußischen Diensten.

## Leben
Wilhelm von Levetzau entstammte dem dänischen Zweig des ursprünglich mecklenburgischen Adelsgeschlechts Levetzow/Levetzau. Er war ein Sohn des dänischen Oberhofmarschalls Joachim Godsche von Levetzau (1782–1859) und dessen Frau Wilhelmine Charlotte, geb. von Stolle (1798–1822). Werner von Levetzau war sein jüngerer Bruder.
Ab 1840 studierte er Rechtswissenschaften, zunächst an der Universität Heidelberg, ab Herbst 1842 gemeinsam mit seinem Bruder an der Universität Kiel. 1846 legte er sein Examen vor dem Schleswig-Holstein-Lauenburgischen Oberappellationsgericht in Kiel ab. Seine erste Anstellung fand er als Kammerjunker am dänischen Hof und Kanzlist im Kabinettssekretariat in Kopenhagen. 
1850 wurde er Herredsfoged (Landrichter) der Husby- und Nieharde, 1851 Amtmann über das Amt Neumünster. 1855 erfolgte die Ernennung zum Kammerherrn.
Ab 1857 war er Amtmann für das Amt Steinburg, damit verbunden war die Aufsicht über das königliche Gut Drage (Steinburg).
In den Jahren 1855, 1857 und 1859 war er königlicher Kommissar bei den Sitzungen der Holsteinischen Ständeversammlung. 
1866 wurde er letzter dänischer Amtmann der herzoglichen Ämter Trittau, Tremsbüttel und Reinbek. Nach der preußischen Annexion der Herzogtümer 1867 wurde er zum ersten preußischen Landrat für den neuen Kreis Stormarn ernannt. Sein Amtssitz blieb bis 1873 das Schloss Reinbek, dann wurde der Sitz des Landrats nach Wandsbek verlegt. Zum 1. Juli 1880 wurde er aus gesundheitlichen Gründen in den Ruhestand versetzt, den er in Lübeck verlebte.
Wilhelm von Levetzau war zunächst ab 15. August 1849 verheiratet mit Sophie Marie Asuntha Catherine, geb. von Blücher-Altona (1827–1851), einer Tochter von Graf Gustav Blücher-Altona (1798–1864) und Enkelin von Conrad Daniel von Blücher-Altona. In zweiter Ehe heiratete er 1857 Komtesse Mathilde Caroline von Moltke (1832–1882), eine Tochter von Magnus Theodor Graf Moltke (1806–1860) und Enkelin von Adam Gottlob Detlev von Moltke.

## Auszeichnungen
- 1859 Dannebrogorden, Kommandeur